# Жоан Сервос
Жоан Сервос (кат. Joan Cervós, нар. 24 лютого 1998, Андорра-ла-Велья) — андоррський футболіст, захисник клубу «Сан-Кристобаль» і національної збірної Андорри.

## Клубна кар'єра
Народився 24 лютого 1998 року в місті Андорра-ла-Велья. Вихованець футбольної школи клубу «Андорра». Дорослу футбольну кар'єру розпочав 2017 року в основній команді того ж клубуна рівні п'ятого іспанського дивізіону. Згодом також грав у складі команди «Сантбоя» у четвертому дивізіоні Іспанії.
2020 року грав у США за «Колорадо-Спрінгз Свічбекс», після чого повернувся до іспанської першості, де грав за «АЕ Прат» та «Кастельдефельс».
Протягом 2022—2023 років захищав кольори боснійського «Рудара» (Прієдор), а 2023 року став гравцем «Сан-Кристобаля», чергового у своїй кар'єрі представника п'ятого дивізіону іспанської футбольної першості.

## Виступи за збірні
2013 року дебютував у складі юнацької збірної Андорри (U-17), загалом на юнацькому рівні взяв участь у 12 іграх.
Протягом 2016–2020 років залучався до складу молодіжної збірної Андорри. На молодіжному рівні зіграв у 22 офіційних матчах.
2018 року дебютував в офіційних матчах у складі національної збірної Андорри.
| Дата       | Місто            | Господарі         | Результат | Гості              | Турнір                               | Голи | Примітки |
| ---------- | ---------------- | ----------------- | --------- | ------------------ | ------------------------------------ | ---- | -------- |
| 3-6-2018   | Кова-да-Пієдаді  | Андорра           | 2 – 4     | Кабо-Верде         | товариський матч                     | -    | 90'      |
| 6-9-2018   | Рига             | Латвія            | 0 – 0     | Андорра            | Ліга націй УЄФА 2018-2019 - 1-й етап | -    |          |
| 10-9-2018  | Андорра-ла-Велья | Андорра           | 1 – 1     | Казахстан          | Ліга націй УЄФА 2018-2019 - 1-й етап | -    |          |
| 13-10-2018 | Тбілісі          | Грузія            | 3 – 0     | Андорра            | Ліга націй УЄФА 2018-2019 - 1-й етап | -    |          |
| 16-10-2018 | Астана           | Казахстан         | 4 – 0     | Андорра            | Ліга націй УЄФА 2018-2019 - 1-й етап | -    |          |
| 15-11-2018 | Андорра-ла-Велья | Андорра           | 1 – 1     | Грузія             | Ліга націй УЄФА 2018-2019 - 1-й етап | -    | 90'      |
| 19-11-2018 | Андорра-ла-Велья | Андорра           | 0 – 0     | Латвія             | Ліга націй УЄФА 2018-2019 - 1-й етап | -    | 2'       |
| 22-3-2019  | Андорра-ла-Велья | Андорра           | 0 – 2     | Ісландія           | Відбір до ЧЄ 2020                    | -    |          |
| 25-3-2019  | Андорра-ла-Велья | Андорра           | 0 – 3     | Албанія            | Відбір до ЧЄ 2020                    | -    | 67'      |
| 8-6-2019   | Кишинів          | Молдова           | 1 – 0     | Андорра            | Відбір до ЧЄ 2020                    | -    |          |
| 11-6-2019  | Андорра-ла-Велья | Андорра           | 0 – 4     | Франція            | Відбір до ЧЄ 2020                    | -    | 81'      |
| 7-9-2019   | Стамбул          | Туреччина         | 1 – 0     | Андорра            | Відбір до ЧЄ 2020                    | -    |          |
| 10-9-2019  | Сен-Дені         | Франція           | 3 – 0     | Андорра            | Відбір до ЧЄ 2020                    | -    |          |
| 11-10-2019 | Андорра-ла-Велья | Андорра           | 1 – 0     | Молдова            | Відбір до ЧЄ 2020                    | -    | 84'      |
| 14-10-2019 | Рейк'явік        | Ісландія          | 2 – 0     | Андорра            | Відбір до ЧЄ 2020                    | -    |          |
| 14-11-2019 | Ельбасан         | Албанія           | 2 – 2     | Андорра            | Відбір до ЧЄ 2020                    | -    | 90'      |
| 17-11-2019 | Андорра-ла-Велья | Андорра           | 0 – 2     | Туреччина          | Відбір до ЧЄ 2020                    | -    |          |
| 10-10-2020 | Андорра-ла-Велья | Андорра           | 0 – 0     | Мальта             | Ліга націй УЄФА 2020-2021 - 1-й етап | -    |          |
| 13-10-2020 | Торсгавн         | Фарерські острови | 2 – 0     | Андорра            | Ліга націй УЄФА 2020-2021 - 1-й етап | -    |          |
| 11-11-2020 | Лісабон          | Португалія        | 7 – 0     | Андорра            | товариський матч                     | -    | 69'      |
| 14-11-2020 | Аттард           | Мальта            | 3 – 1     | Андорра            | Ліга націй УЄФА 2020-2021 - 1-й етап | -    |          |
| 17-11-2020 | Андорра-ла-Велья | Андорра           | 0 – 5     | Латвія             | Ліга націй УЄФА 2020-2021 - 1-й етап | -    | 51'      |
| 25-3-2021  | Андорра-ла-Велья | Андорра           | 0 – 1     | Албанія            | Відбір до ЧС 2022                    | -    |          |
| 28-3-2021  | Варшава          | Польща            | 3 – 0     | Андорра            | Відбір до ЧС 2022                    | -    | 58'      |
| 31-3-2021  | Андорра-ла-Велья | Андорра           | 1 – 4     | Угорщина           | Відбір до ЧС 2022                    | -    |          |
| 3-6-2021   | Андорра-ла-Велья | Андорра           | 1 – 4     | Ірландія           | товариський матч                     | -    |          |
| 2-9-2021   | Андорра-ла-Велья | Андорра           | 2 – 0     | Сан-Марино         | Відбір до ЧС 2022                    | -    |          |
| 5-9-2021   | Лондон           | Англія            | 4 – 0     | Андорра            | Відбір до ЧС 2022                    | -    | 86'      |
| 8-9-2021   | Будапешт         | Угорщина          | 2 – 1     | Андорра            | Відбір до ЧС 2022                    | -    | 76'      |
| 9-10-2021  | Андорра-ла-Велья | Андорра           | 0 – 5     | Англія             | Відбір до ЧС 2022                    | -    | 82'      |
| 12-10-2021 | Серравалле       | Сан-Марино        | 0 – 3     | Андорра            | Відбір до ЧС 2022                    | -    |          |
| 12-11-2021 | Андорра-ла-Велья | Андорра           | 1 – 4     | Польща             | Відбір до ЧС 2022                    | -    |          |
| 15-11-2021 | Тирана           | Албанія           | 1 – 0     | Андорра            | Відбір до ЧС 2022                    | -    |          |
| 25-3-2022  | Андорра-ла-Велья | Андорра           | 1 – 0     | Сент-Кіттс і Невіс | товариський матч                     | -    |          |
| 28-3-2022  | Андорра-ла-Велья | Андорра           | 1 – 0     | Гренада            | товариський матч                     | -    | 68'      |
| 3-6-2022   | Рига             | Латвія            | 3 – 0     | Андорра            | Ліга націй УЄФА 2022-2023 - 1-й етап | -    | 78'      |
| 6-6-2022   | Андорра-ла-Велья | Андорра           | 0 – 0     | Молдова            | Ліга націй УЄФА 2022-2023 - 1-й етап | -    |          |
| 10-6-2022  | Андорра-ла-Велья | Андорра           | 2 – 1     | Ліхтенштейн        | Ліга націй УЄФА 2022-2023 - 1-й етап | -    |          |
| 14-6-2022  | Кишинів          | Молдова           | 2 – 1     | Андорра            | Ліга націй УЄФА 2022-2023 - 1-й етап | -    | 55'      |
| 22-9-2022  | Вадуц            | Ліхтенштейн       | 0 – 2     | Андорра            | Ліга націй УЄФА 2022-2023 - 1-й етап | 1    | 89'      |
| 25-9-2022  | Андорра-ла-Велья | Андорра           | 1 – 1     | Латвія             | Ліга націй УЄФА 2022-2023 - 1-й етап | -    |          |
| 16-11-2022 | Малага           | Андорра           | 0 – 1     | Австрія            | товариський матч                     | -    | 87'      |
| 19-11-2022 | Гібралтар        | Гібралтар         | 1 – 0     | Андорра            | товариський матч                     | -    |          |
| 25-3-2023  | Андорра-ла-Велья | Андорра           | 0 – 2     | Румунія            | Відбір до ЧЄ 2024                    | -    | 86'      |
| 28-3-2023  | Приштина         | Косово            | 1 – 1     | Андорра            | Відбір до ЧЄ 2024                    | -    | 90'      |
| 16-6-2023  | Андорра-ла-Велья | Андорра           | 1 – 2     | Швейцарія          | Відбір до ЧЄ 2024                    | -    |          |
| 19-6-2023  | Єрусалим         | Ізраїль           | 2 – 1     | Андорра            | Відбір до ЧЄ 2024                    | -    |          |
| 9-9-2023   | Андорра-ла-Велья | Андорра           | 0 – 0     | Білорусь           | Відбір до ЧЄ 2024                    | -    |          |
| 12-9-2023  | Сьйон            | Швейцарія         | 3 – 0     | Андорра            | Відбір до ЧЄ 2024                    | -    | 89'      |
| 12-10-2023 | Андорра-ла-Велья | Андорра           | 0 – 3     | Косово             | Відбір до ЧЄ 2024                    | -    |          |
| 15-10-2023 | Бухарест         | Румунія           | 4 – 0     | Андорра            | Відбір до ЧЄ 2024                    | -    |          |
| 18-11-2023 | Будапешт         | Білорусь          | 1 – 0     | Андорра            | Відбір до ЧЄ 2024                    | -    |          |
| 21-11-2023 | Андорра-ла-Велья | Андорра           | 0 – 2     | Ізраїль            | Відбір до ЧЄ 2024                    | -    | 90+1'    |
| Усього     |                  | Матчів            | 53        |                    | Голів                                | 1    |          |